# Leandro Brey
Leandro Leonel Brey (Lomas de Zamora, 21 settembre 2002) è un calciatore argentino, portiere del Boca Juniors.

## Carriera

### Club
Brey è cresciuto nel settore giovanile del Los Andes, con cui ha firmato il primo contratto professionistico nell'agosto del 2020. Ha debuttato il 6 marzo 2021 nell'incontro di Primera B Metropolitana pareggiato 0-0 contro l'Argentino (Q).
Nel 2022 è stato acquistato dal Boca Juniors. ha debuttato in prima squadra il 13 aprile nell'incontro di Coppa Libertadores vinto 2-0 contro l'Always Ready.

### Nazionale
Ha giocato nella nazionale argentina Under-23.
Nel 2024 è stato convocato dalla nazionale olimpica argentina per partecipare ai Giochi della XXXIII Olimpiade.

## Statistiche

### Presenze e reti nei club
Statistiche aggiornate al 26 febbraio 2025.
| Stagione            | Squadra             | Campionato          | Campionato | Campionato | Coppe nazionali | Coppe nazionali | Coppe nazionali | Coppe continentali | Coppe continentali | Coppe continentali | Altre coppe | Altre coppe | Altre coppe | Totale | Totale | Totale |
| Stagione            | Squadra             | Comp                | Pres       | Reti       | Comp            | Pres            | Reti            | Comp               | Pres               | Reti               | Comp        | Pres        | Reti        | Pres   | Reti   |        |
| ------------------- | ------------------- | ------------------- | ---------- | ---------- | --------------- | --------------- | --------------- | ------------------ | ------------------ | ------------------ | ----------- | ----------- | ----------- | ------ | ------ | ------ |
| 2021                | Los Andes           | PBM                 | 34         | -21        | -               | -               | -               | -                  | -                  | -                  | -           | -           | -           | 34     | -21    |        |
| 2022                | Boca Juniors        | PD                  | 0          | 0          | CA+CdL          | 0               | 0               | CL                 | 1                  | 0                  | TC          | -           | -           | 1      | 0      |        |
| 2023                | Boca Juniors        | PD                  | 0          | 0          | CA+CdL          | 0               | 0               | CL                 | 0                  | 0                  | SA+SI       | 0           | 0           | 0      | 0      |        |
| 2024                | Boca Juniors        | PD                  | 12         | -8         | CA+CdL          | 4+4             | -6 + -2         | CS                 | 1                  | 0                  | -           | -           | -           | 21     | -16    |        |
| 2025                | Boca Juniors        | PD                  | 2          | -1         | CA              | 1               | 0               | CL                 | 1                  | 0                  | Cmc         | -           | -           | 4      | -1     |        |
| Totale Boca Juniors | Totale Boca Juniors | Totale Boca Juniors | 14         | -9         |                 | 5+4             | -6 + -2         |                    | 3                  | 0                  |             | 0           | 0           | 26     | -17    |        |
| Totale carriera     | Totale carriera     | Totale carriera     | 48         | -30        |                 | 9               | -8              |                    | 3                  | 0                  |             | 0           | 0           | 60     | -38    |        |